# (200405) 2000 SA66
(200405) 2000 SA66 es un asteroide perteneciente al cinturón de asteroides descubierto el 24 de septiembre de 2000 por el equipo del Lincoln Near-Earth Asteroid Research desde el Laboratorio Lincoln, Socorro, Nuevo México, Estados Unidos.

## Designación y nombre
Designado provisionalmente como 2000 SA66.

## Características orbitales
2000 SA66 está situado a una distancia media del Sol de 2,439 ua, pudiendo alejarse hasta 2,847 ua y acercarse hasta 2,030 ua. Su excentricidad es 0,167 y la inclinación orbital 1,388 grados. Emplea 1391,47 días en completar una órbita alrededor del Sol.

## Características físicas
La magnitud absoluta de 2000 SA66 es 16,5. 